# Kharaghoda
Kharaghoda is een census town in het district Surendranagar van de Indiase staat Gujarat. 

## Demografie
Volgens de Indiase volkstelling van 2001 wonen er 10927 mensen in Kharaghoda, waarvan 54% mannelijk en 46% vrouwelijk is. De plaats heeft een alfabetiseringsgraad van 41%. 